# Michael Traugott Pfeiffer
Michael Traugott Pfeiffer   (Wülfershausen an der Saale, 5 de novembre de 1771 - 20 de maig de 1849) fou un músic i pedagog alemany.
Estudià filosofia i llengües a Soleure (Suïssa), i el 1884 va obrir allà una escola particular, seguint les normes de Pestalozzi. Això li ocasionà molts disgustos, i alguns adversaris poderosos assoliren que tanqués aquella escola i que el propi Pfeiffer fos desterrat de la població. Llavors es dirigí al cantó d'Argòvia, fundant a Lenzburg una nova escola, i el 1808 el Govern li encarregà l'organització d'uns cursets anuals destinats especialment als mestres elementals; d'aquesta forma Pfeiffer es convertí en el primer director del Seminari cantonal. El 1822 se'l nomenà mestre de l'escola cantonal d'Aarau, i més tard el mateix Govern li confià l'ensenyança del cantó i de l'orgue en el nou Seminari de mestres d'escola.
En col·laboració amb Nägeli publicà: Gesangbildungslehre nach Pestalozzischen Grunddsätzen (1810), i Musikalisches Tbellenwerk f. Volkschulen... (1828).